# Elena Kaliská
Elena Kaliská (n. 19 ianuarie 1972, Zvolen, Republica Socialistă Cehoslovacia, Slovacia) este o caiacistă slovacă, medaliată olimpică. A participat la 4 ediții ale Jocurilor Olimpice (1996, 2000, 2004, 2008) în care a câștigat două medalii de aur.